# Jurubeba Leão do Norte
Jurubeba Leão do Norte é um vinho tipo seco criado em 1920, feito de jurubeba, planta bastante comum nas regiões Nordeste e Norte do Brasil. Em sua composição também contém cravo-da-índia, canela, quassia, boldo-baiano, genciana, fedegoso e velame-branco, que dão sabor amargo adocicado.

## História
A Jurubeba Leão do Norte foi criada em 1920, por Paulo da Costa Lima e Sinval Costa Lima, em Feira de Santana, inicialmente vendida em farmácias como tônico estomacal (digestivo), afrodisíaco e como medicamento auxiliar contra outros males, como febre amarela (devido às propriedades medicinais da jurubeba). Em 1932, a fábrica foi transferida para Simões Filho. Em 1937, o então responsável pela fábrica, Epaminondas Costa e Lima, valendo-se de sua agência de publicidade, começou a investir em divulgação, como anúncios, campanhas e pontos de vendas (PDV). Atualmente, o produto é apreciado em diversas localidades do País, principalmente no Nordeste.